# AEG N.I
O AEG N.I foi um bombardeiro noturno do Império Alemão utilizado durante a Primeira Guerra Mundial, ele foi diretamente derivado do AEG C.IVN. Após o conflito alguns foram utilizados para a aviação comercial.